# サラメシ
『サラメシ』は、NHK総合テレビジョンで2011年5月7日から2025年3月13日まで放送されていた昼食をテーマにしたバラエティ番組。

## 概要
タイトルの「サラメシ」は「サラリーマンの昼飯（ひるめし）」の略であり、サラリーマン・OLを含めたさまざまな職種の昼食、さらには企業の社員食堂、今は亡き著名人の愛した昼食などを取り上げる。番組コンセプトは『ランチをのぞけば、人生が見えてくる』で、テーマこそ一義的には昼食（ランチ）ではあるが、ランチの裏に秘められたこだわりやエピソードを探る番組である。
昼飯（ランチ）に焦点を当てた番組の立ち上げについて、番組制作を手がけるNHKエデュケーショナルの大橋浩介部長プロデューサーによれば、前任者の説明として「働いている人は、だいたい1日1食は外で食べることになる。それはある種人生の大きな一部分なのに、そこをちゃんと見せる番組がなかった。働くことと食事を結びつけることによって、新しい切り口になるのでは」とのべ、同時に昼食をきっかけにすれば、普段足を踏み入れられないような場所も訪問できる点が画期的であると述べている。また、番組の立ち上げから一貫して番組関わっているテレビマンユニオンプロデューサーの松葉直彦によれば、元々レギュラー化の際に当初から3か月（1クール）・10回の放送予定で番組がスタートしたため、「お弁当をみにいく」「社長メシ」などの大胆な企画を盛り込むことが出来たと述べている。
番組のナレーターは俳優の中井貴一。当初23時台に昼飯（ランチ）の番組を放送することを思案した中井がアドリブをふんだんに盛り込んだ明るくハイテンションなナレーションを行い、これが放送枠異動後も続いて好評を博している。
レギュラー化後は毎回3つから4つの日替わりテーマに沿って番組が進行する。放送された内容が外食だった場合や、特定企業を対象に取材した場合は、公式サイトに詳細が掲載されている。企業名や店名を間接的に表示することについて、NHKエデュケーショナルの大橋部長プロデューサーによれば、「（広告・宣伝放送を禁止した放送法83条を厳格に解釈して）全く企業名を出さずに放送するというのも、かえって不自然な気もする」と述べた上で、ナレーションで企業名等に触れなかったり、企業ロゴをモノクロ表記したりするなどして、抑制的な表現を心がけているという。公式サイトにもかつては「番組およびこのページは特定の製品・店舗を推奨するものではありません」との断り書きがあった。
2013年1月より、ANA国内線の「スカイビジョン」機内上映番組として、奇数便の機内において放送されていた。内容は月替わりで、地上波放送分の再放映。

## 沿革
2009年8月11日に、『NHK番組たまご』の企画の一つとして「サラリーマンはおなかが減る〜サラメシ〜」と題して放送された番組が最初である。このときは落語家のヨネスケ（桂米助）がナレーションを務めた。
2011年に土曜日夜の枠でレギュラー放送を開始。当初は4月2日に第1回を放送する予定であったが、3月11日に発生した東日本大震災の影響で1カ月以上遅れの5月7日に放送を開始した。開始に先駆け、5月2日に「サラメシ直前スペシャル」として、パイロット版の再編集版とナレーションの中井貴一からのメッセージを放送した。3カ月間の放送予定だったこともあり、終了も当初予定よりやや遅い7月16日であった。
2012年に第2期を放送開始。2012年4月2日にスタートした。放送枠が月曜日夜に移動となり、木曜日の昼（『ひるブラ』木曜日を廃止（月曜日 - 水曜日は継続））に再放送枠が設定された（再放送枠は当初東北・近畿では別番組。後述）。また海外向け番組配信チャンネル・NHKワールド・プレミアムにおける昼間の再放送も4月12日より開始された。なお、再放送では日本国内の放送時間帯がちょうど昼食（昼間）の時間帯にあたるため、冒頭にある中井のナレーションあいさつで「こんばんは」の部分を「こんにちは」に差し替えているほか、冒頭のナレーションでも昼食の時間帯に合わせた内容に差し替えている。
2013年度からはNHKワールドTVでも『Lunch ON!』のタイトルで英語によるテロップとナレーション差し替えで放送されるようになった。また、本放送時間帯ではインターセクションの時間帯をなくして25分枠により放送している（そのため、再放送枠では一部の内容を再編集している）。
2016年度から2018年度は火曜日20:15 - 20:43の枠で放送。一部回では直前に放送されている『うたコン』出演者の楽屋弁当等を紹介してからオープニングに入る形が採られていた。
2019年度から2021年度は『うたコン』と放送時間を入れ替え火曜日19:30 - 19:57の枠で放送され、上述のリレーも一部回の番組終了直前に変更した上で継続していた。
2022年度から、火曜日 - 木曜日22:00 - 22:30の枠で放送されていた『クローズアップ現代+』が番組名を『クローズアップ現代』に戻すと同時に、放送時間も月曜日 - 水曜日19:30 - 19:57の枠に移動したため、当番組は『クローズアップ現代』が放送されない木曜日19:30 - 19:57の枠に移動した。また関西地方では別日時での放送となったが、番組宣伝も全国向けとは別に、関西地方向けのものも制作している（ナレーションが異なる）。
2023年度から不定期（月1回程度）で木曜日19:30 - 20:42にこれまでBSプレミアムで放送されていた『魔改造の夜』を放送波を移した上で放映することを同年2月にNHKから発表された。これに伴い、同番組が放送される週は後座番組の『あしたが変わるトリセツショー』と共に本番組は休止となる。
2024年度は、木曜日19:57 - 20:42枠で放送されていた『あしたが変わるトリセツショー』と放送時間を入れ替え木曜日20:15 - 20:42枠での放送になった。
2025年3月13日の放送を最後に番組を終了し、14年の歴史に幕を下ろした。

## 放送時間の変遷

### 第1期
本放送（2011年5月7日 - 7月16日）
総合テレビ：土曜日 23:30 - 23:58
アンコール放送（2011年7月8日 - 10月7日）
総合テレビ：金曜日 1:30 - 1:59（木曜日の深夜）

### 第2期 - 第7期（本放送）
第2・3期（2012年4月2日 - 2016年3月28日）
総合テレビ、NHKワールド・プレミアム（2012年9月まで）：月曜日 22:55 - 23:20 ※最終週は『大人ドリル』を放送のため休止。
NHKワールド・プレミアム（2012年10月以降）：総合テレビ初回放送から2日後の水曜日 22:55 - 23:20
- 総合テレビ、NHKワールド・プレミアムとも2013年5月までは番組本編そのものは23:18までの放送であった。
- 2013年春季改編から北海道では『週替わり地域情報番組』、中部地方では『Uta-Tube』（Generation H・Uta-Tubeは2014年春季改編で土曜日の11時台に枠移動）に差し替えられたため、木曜日の昼の放送が本放送となっていた（東海・北陸地方は『大人ドリル』も差し替えとなった）が、リアルタイム視聴は東北地方、関東・甲信越地方、関西地方・中国地方・四国地方・九州・沖縄地方に限られていた。2014年春季改編からは全国一斉で本放送が放映されるようになり、リアルタイム視聴が可能になった。

第4期（2016年4月19日 - 2019年3月19日）
総合テレビ：火曜日 20:15 - 20:43
- 直前番組である『うたコン』が拡大版で放送される場合は休止となった。

第5期（2019年4月2日 - 2022年3月15日）
総合テレビ：火曜日 19:30 - 19:57
- シーズン9（2019年度）
- シーズン10（2020年度）
- シーズン11（2021年度）

第6期（2022年4月7日 - 2024年3月21日）
総合テレビ：木曜日 19:30 - 19:57
総合テレビ：日曜日 08:00 - 08:25（関西地方、2022年4月10日以降）
- シーズン12（2022年度）
- シーズン13（2023年度）
- 2022年度からの本放送は、近畿地方（大阪放送局管内）では『えぇトコ』放送のため、日曜日の8:00 - 8:25の枠で放送。

第7期（2024年4月4日 - 2025年3月13日）
総合テレビ：木曜日 20:15 - 20:42（2024年4月4日以降）
総合テレビ：日曜日 18:05 - 18:32（関西地方、2024年4月7日以降）
- シーズン14（2024年度）
- 2024年度の本放送は、近畿地方（大阪放送局管内）では『えぇトコ』放送のため、日曜日の18:05 - 18:32の枠で放送されていた。

### 第2期以降（再放送）
（2012年4月5日 - 2024年3月28日）
- 総合テレビ：木曜日 12:20 - 12:43 ※祝日の場合は5分繰り上げ
- NHKワールド・プレミアム：木曜日 12:20 - 12:43 ※祝日の場合は5分繰り上げ
- 総合テレビ（再々放送）：月曜日 4:02 - 4:30（2018年4月2日 - 2019年4月1日[16]）
総合テレビ（再々放送）→日曜日 8:25 - 8:52（2019年4月7日 - 2022年3月27日）
  - 2013年5月以降は、本放送の内容の一部が再編集されている。
  - 昼の再放送では、画面左上に時刻表示が実施されるため、番組ロゴは時刻表示領域分下げた状態で再編集表示される（日曜日の再放送は通常フォーマット〈本放送に準ずる〉のため、時刻がロゴの上に表示される）。
  - 基本的にはその週のものを再放送するが、特別番組および第4期の時代における『うたコン』の拡大版のため本放送が休止となった週は、過去放送回を再放送する。
  - 北海道、中部地方では2013年春季改編から2014年冬季改編まで、この再放送枠が本放送扱いとなっていた。
  - なお、次の地区は通常放送では以下の期間において基本的に再放送は行われなかった（下記の『月刊やさい通信』の再放送があるときも含む）。
    - 東北地方は2017年3月23日まで『被災地からの声』を放送[注 4]。『被災地からの声』が4月16日より日曜日の13:05 - 13:28に移動した事で、東北地方でも4月13日より同番組の再放送を開始した。
    - 関西地方は2012年10月23日まで『もういちど“カーネーション”』を放送。内容は2011年10月から半年間『NHKとっておきサンデー』で放送されていた『カーネーション1週間』（23分の週間ダイジェスト版）。『もういちど"カーネーション"』が終了したため、2012年11月8日から関西地方でも本番組の再放送を開始した。
    - 北海道では2013年3月まで不定期で『ネイチャリング北海道』（土曜日放送の「Generation H」枠での放送から5日後）の再放送に差し替える場合があった。
    - 2012年12月13日の再放送は関東地方（県域放送を行っている水戸・宇都宮・前橋各局も含む）でもNHKプレマップ（12:20 - 12:25）と東京都知事選挙の政見放送（12:25 - 12:45）のため休止したが、北海道および甲信越以西の地域とNHKワールド・プレミアムでは東京からの裏送り送出により通常放送された。

  - 再放送のエンディングでは総合テレビの初回放送における放送日時を画面右上に表示（NHKワールド・プレミアムでもそのまま総合テレビの初回放送における放送日時を表示している）。
  - 月1回放送の『月刊やさい通信』があった週はその番組の再放送が本番組枠で組まれていた（ただし、23分に再編集した短縮版を放送していた）。
  - 12時の『NHKニュース』の終了時刻が12時22分を超え、同25分前後となった場合は、18分間の特別版としてこれまで放送された内容を再構成したものが放送され、当初放送していた内容は次回の初回放送日までに改めて放送される（深夜帯での放送の時は25分間となる）。
  - 通常は月曜日 - 水曜日に放送される『ひるブラ』（2018年度は『旬感☆ゴトーチ!』）が本来の放送日が休止となり、急遽木曜日に追加放送された場合、その週は休止となった。
  - 2018年度は月曜日の早朝に（月曜日の未明ではあるが日曜日の深夜でもあるため、放送設備機器の点検及び特別編成[注 5]により休止の場合あり）、2019年度 - 2021年度は日曜日の朝にそれぞれ再々放送されていた。
  - 2018年8月6日 - 14日は、月曜日 - 水曜日の12:20 - 12:43にこれまでの放送からアンコール放送（そのため『旬感☆ゴトーチ!』は休止）。
  - 2021年1月12日と5月12日は、22:00 - 22:27の枠に移動して放送（『クローズアップ現代+』と枠交換）。
  - 2021年7月6日は本番組のみ放送休止（熱海市伊豆山土石流災害に伴う『NHKニュース7』の27分枠拡大のため）。
  - 2021年11月23日は『ファミリーヒストリー』（19:30 - 20:42）[注 6]のため休止。
  - 2022年3月3日 - 5月26日はロシアのウクライナ侵攻に伴い、12時の『NHKニュース』が拡大のため、木曜日の再放送は祝日であった5月5日を除き、休止の状態が続いていた[17][18]。
  - 2024年1月1日に発生した令和6年能登半島地震の影響で、2024年1月4日以降、12時の『NHKニュース』の放送時間拡大のため、午後0時台の再放送休止の状態が続いている。2024年2月からは再放送の枠を変更し、2月10日（土曜）は15:35 - 16:00の枠で、2月15日（木曜）は11:05 - 11:30の枠で再放送を実施する[19]。

その他、NHKワールドTVにおいて、木曜日の13:30 - 13:55、17:30 - 17:55、金曜日の1:30 - 1:55、8:30 - 8:55（大相撲期間中は休止）に過去放送分を英訳にした『LUNCH ON!（ランチ・オン）』が放送されている。

## 出演者
- 中井貴一（ナレーション）- オープニングタイトルやコーナー間のアイキャッチには弁当箱の白飯の上に描かれたスーツ姿のイラスト（番組名にちなみサラリーマンを模している）で登場する。

### 過去の出演者
- ヨネスケ - パイロット版に出演。

## 主なコーナー
○○に昼が来た!
メインとなるコーナー。取材先の企業や団体、あるいは取材対象の人物の昼食とその前後の仕事ぶりに密着する。
お弁当をみにいく
手作りのお弁当と食べる人のポートレート撮影をライフワークとしているフォトグラファーの阿部了が、企業や工場などを訪問し、昼食の弁当を撮影する。番組内では阿部を「お弁当ハンター」として紹介している。
さし飯
スタッフがランチタイムのオフィス街や町村に突撃取材し、一般の人に声をかけてスタッフと食事をするコーナー。
プロデューサーの松葉が気に入っていたコーナーだったが、コロナ禍の際には取材できなかった。
社長メシ
企業の社長に同行し、社長のランチとその前後を密着取材する。
ランチ絵に描いて
ランチタイムにオフィス街で取材した街頭取材企画。昼食後の人にその日のランチを絵に描いてもらう。
クイズ! 私のランチ
「ランチ絵に描いて」と同じく街頭取材企画。その日のランチをジェスチャーで表現してもらい、それを取材スタッフが当てる。
みんなのサラメシ
視聴者からの投稿を紹介するコーナー。番組宛の郵送または公式サイトへの投稿をそのまま紹介する。
紹介された人物へ取材に行くこともあり、投稿がきっかけで上述「○○に昼が来た!」のネタにつながっている場合もある。
あなたのひる自慢
視聴者からの投稿動画を紹介するコーナー。タイトルは『NHKのど自慢』をモチーフにしたもの。
サラメシ海外特派員
海外在住の日本人に撮影機材を送付し、ランチの様子などを自撮り取材してもらうという企画。
番組全体が当コーナーのみとなる回もある（2022年12月1日放送回など）。
コロナ禍で取材がままならないときにひねり出された、取材対象に撮影機材を送付して撮影してもらう企画「おまかせサラメシ」がもとになっている。
あの人が愛した昼メシ
放送されるときは必ず番組の最後に放送され、すでに故人となった著名人の愛したメニューを、その人の料理への想いとともに紹介するほか、その人の人柄や逸話を店主や料理人が語っていくコーナー。BGMはザ・パイド・パイパースの「Dream」。
コーナーの流れとして、冒頭は故人の遺影を前面に映したタイトルバックに、中井の「あの人も、昼を食べた。」のナレーションでコーナーは始まる。故人の愛した店と料理について紹介し、最後に料理と遺影が並べられたテーブルを映し、中井による「これが、○○○○が愛した昼飯。御馳走様でした。今日もお相手は、中井貴一でした。」の締めで番組を終了する。
当コーナーは故人の想いに寄り添った内容であるため、他のコーナーとは異なり、中井のナレーションも含めてシリアスなコーナー構成となっている。また、中井と交流があった人物に対しては、中井がメッセージを捧げる場合もある。

## スペシャル
サラメシ・スペシャル（2011年）
2011年10月7日（金曜日）22:00 - 22:45に放送。田中直樹（ココリコ）、細川茂樹、松木安太郎、森崎友紀の4名がソニーの社員食堂に潜入する企画を軸に、レギュラーと同様の企画4本で構成された（放送時は第1期と第2期の間の休止期間であった）。
朝からサラメシ!勤労感謝の日スペシャル
2015年から2019年まで、毎年11月23日（勤労感謝の日）朝に、連続テレビ小説（この時期は大阪局制作作品放送）に続けて8:15 - 9:00に放送されていたスペシャル。
朝からサラメシ!スペシャル
2015年11月23日（月曜日）8:15 - 9:00に放送。勤労感謝の日にちなみ、祝日でも働いている人々（ホテルマン、寺の副住職など）のサラメシを主に紹介した。
朝からサラメシ!投稿スペシャル
2016年11月23日（水曜日）8:30 - 9:15に放送。前年に続き2度目の「勤労感謝の日特集」ということで、番組に寄せられた視聴者からの投稿を厳選して構成した。
当初8:15 - 9:00の枠で放送することになっていたが、前日発生した福島県沖地震による津波警報発令に伴って放送休止となった連続テレビ小説『べっぴんさん』の振り替え放送の関係で15分繰り下げとなった。
11月27日（日曜日）13:05 - 13:50枠にて再放送。
サラメシ・勤労感謝の日スペシャル
第3弾は2017年11月23日（木曜日）8:15 - 9:00に放送。この回では、深夜に働く人々のサラメシを紹介した。
第4弾は2018年11月23日（金曜日）8:15 - 9:00に放送。
第5弾は2019年11月23日（土曜日）8:15 - 9:00に放送。この回では、NHKの番組制作にかかわる人々（「チコちゃんに叱られる!」のCG制作チーム、熊本局の気象情報「マッスル天気」のキャスター・松永貢など）のサラメシを紹介した。翌2020年11月23日（月曜日）11:05 - 11:50にも再放送された。
監督メシ
オリンピック開催時に放送される特番。各競技の日本代表チームの指導者（監督、コーチ、強化部長など）のサラメシを紹介する。2016年より1年おきに1回、夏冬交互で放送されている。
監督メシ〜サラメシ・リオ五輪応援スペシャル〜
2016年8月3日（水曜日）22:25 - 23:13に放送。リオデジャネイロオリンピックの直前応援企画として放送されたもので、栄和人（レスリング女子・チームリーダー）、村上恭和（卓球女子・監督）、三宅義行（ウエイトリフティング女子・監督）、水鳥寿思（体操男子・監督）、山﨑浩子（新体操・強化本部長）、内海知秀（バスケットボール女子・ヘッドコーチ）、クバン・ミラン（カヌー・監督）の7名の日本代表チーム指導者（役職はすべて当時）のサラメシを紹介した。
この番組で採り上げた競技でメダルラッシュとなったことから（女子レスリング、女子卓球、男子体操、カヌー）、10月10日の特集編成中16:45 - 17:35に内容を一部差し替え後日談を盛り込んでアンコール放送された。
監督メシ〜サラメシ・ピョンチャン応援スペシャル〜
2018年2月12日（月曜日・振替休日）8:15 - 8:58に放送。平昌オリンピックの応援企画として放送されたもので、平昌オリンピック日本代表チームからはヨハン・デ・ウィット（スピードスケート・コーチ）、鷲澤徹（スキージャンプ女子・チーフコーチ）、山中武司（アイスホッケー女子・監督）の3名、平昌パラリンピック日本代表チームからは中北浩仁（パラアイスホッケー男子・コーチ）、荒井秀樹（パラノルディックスキー・監督）の2名、合わせて5名の指導者（役職はすべて当時）のサラメシを紹介。このほか「メダルメシ」と題して、冬季オリンピック歴代メダリスト3名（荻原健司、清水宏保、原田雅彦）のサラメシを紹介した。
2018年2月14日（水曜日）0:28 - 1:11に再放送された。
なお、東京オリンピックに関しては『監督メシ』は制作・放送しなかったが、後述のSPに譲る形とした。
真夏の“社長メシ”スペシャル
2017年から2019年まで毎年夏に放送されていた。文字通り、企業の社長のサラメシを紹介する。就活アプリの社長メシと同一名称ではあるが、まったくの無関係である。
サラメシ 真夏の"社長メシ"スペシャル2017
2017年8月23日（水曜日）19:30 - 20:15に放送。伊藤忠商事、NTTドコモ、鹿島建設、マネックスグループ、大和ハウス工業の社長のサラメシを紹介、当時のNHK会長・上田良一（元：三菱商事役員）も登場し「日替わりブリ定食」を紹介した。
サラメシ 真夏の"社長メシ"スペシャル2018
2018年8月14日（火曜日）19:30 - 20:43に放送。資生堂、ビックカメラ、カゴメ、ナイアンティック、SOMPOホールディングス、JTBの社長のサラメシを紹介。
この回では視聴者参加企画として、社長の昼食を撮影した動画をスマートフォン向け動画投稿アプリ「NHKテレビクルー」にて募集し、投稿された動画の一部が実際に放送された。
2018年9月2日（日曜日）0:05 - 1:18に再放送。
2018年9月11日（火曜日）20:15 - 20:43のレギュラー放送では、番外編として吉田ソース創業者でヨシダグループ会長の吉田潤喜や産総研の臼田孝が出演した。
サラメシ 真夏の"社長メシ"スペシャル2019
2019年8月20日（火曜日）19:30 - 20:42に放送。ANAホールディングス、三菱地所、アサヒグループホールディングス、セイコーホールディングス、メルセデス・ベンツ日本、双日の社長のサラメシに加え、ニューヨークの出版社の社長も紹介した。2019年9月1日（日曜日）16:40-17:52に再放送。
なお、当番組のファンであるという作家の山下柚実は、このスペシャルの構成について「いつもの変幻自在なメリハリ感がまったくといっていいほど感じられない」「（見ている側が想定内のシーンばかりで）即興もつっこみも入りにくい『サラメシ』なんて」と批判した。
サラメシ 年末スペシャル
2020年12月22日（火曜日）19:30 - 20:42に放送。この年唯一のSP版となったこの回、番組開始10年目を記念して、10年間の放送で紹介した「働くオトナの昼ごはん」を厳選して紹介した他、PCR検査試薬の開発チームのサラメシを紹介した。この回のメイン企画として、阿部了がこれまでに訪れた全都道府県のとっておきランチを紹介した際（当時）、鳥取県だけ一度も訪問していなかったことが判明した。2021年1月1日（金曜日）13:05 - 14:17に再放送された。
新入社員スペシャル「新入社員だって腹はへる!!」
2021年以降の年末スペシャルは新入社員特集「新入社員だって腹はへる!!」を放送している。また、年始1月には新入社員スペシャルの後編を放送している。
- 2021年12月28日（火曜日、19:30 - 20:42）
- 2022年12月22日（木曜日、19:30 - 20:42）
- 2023年12月21日（木曜日、19:30 - 20:42）

真夏のスペシャル! 〜東京2020の舞台裏だって働くオトナは腹がへる!〜
2021年8月17日（火曜日）19:30 - 20:42に放送。東京オリンピック（放送9日前に閉幕）並びにパラリンピック（放送1週間後に開幕）の舞台裏に密着し、チームの監督やコーチ、審判、競技スタッフ、大会ボランティアらの奮闘と、彼らのサラメシを紹介した。

### コラボレーション
本番組と、他のNHK番組とのコラボレーションを行ったこともある。以下はその例。
夏のうまいものまつり 妄想ニホンキッチンが走る!
2015年8月21日（金曜日）19:35 - 20:48に放送。当時総合テレビで放送されていたグルメ情報3番組（本番組と『妄想ニホン料理』『キッチンが走る!』）を一体化したコラボレーション企画。ただしメインは『妄想〜』『〜走る!』の2番組（放送枠は当時の金曜日地域番組枠（『〜走る!』は関東・甲信越地区）の時間帯だった）で、本番組はあくまでもおまけの形であった。
当初は19:30 - 20:43の予定だったが、『NHKニュース7』の延長のため5分繰り下げて放送された。
サラメシ 京都でランチ! スペシャル
2016年5月4日（水曜日）20:15 - 20:43に放送。『ブラタモリ』の京都ロケにおけるタモリと近江友里恵の昼食を紹介したほか、京都の人々（在住者・観光客問わず）や、地元の電子機器関連メーカーの社員の昼食を調査する企画が行われた。
これは元々、シーズン6（4月19日より火曜日20:15 - 20:43枠で放送）の開始を記念し「シーズン6スタート直前スペシャル」（EPGなどでもこのように紹介された）として4月16日（土曜日）20:15 - 20:43の枠で『ブラタモリ』に続けて放送する予定であったが、2日前に発生した熊本地震の関連報道のため放送が延期され、新シーズン開始後に放送される形となった。
2日後の5月6日（金曜日）9:05 - 9:33の枠で再放送されたほか、6月9日には通常の木曜昼の再放送枠で再放送（宝くじ抽選会放送があったため「京の匠に昼がきた」がカットされ18分に短縮）された。当初放送を予定した『指原ペディア3』の放送が6月12日（日曜日）0:50 - 1:20に延期となり、視聴率も伸びなかった。
紅白メシ〜サラメシ・紅白歌合戦スペシャル!
2016年12月26日（月曜日）20:15 - 20:43に放送。同年12月31日に放送された『第67回NHK紅白歌合戦』の事前特別番組の一本として、当日の総合司会・武田真一の夫婦合作弁当や紅組司会・有村架純の手作りおにぎりをはじめ、観覧はがきの仕分け・抽選を行うスタッフや美術スタッフなど、紅白の舞台裏を支えるスタッフの「サラメシ」を紹介。同年12月29日（木曜日）12:15 - 12:43に再放送された。

## スタッフ
- プロデューサー - 松葉直彦、松尾明美
- ディレクター - 三日市篤史、今関裕子、石井大介、三田香織ほか
- AD - 梅根香奈子、芝尾寛、鈴木伸行、森田遥平
- 構成 - たむらようこ、服部真由子
- リサーチ - 冨田紀子
- 音響効果 - 井田栄司
- タイトル製作 - 鈴木哲
- 制作統括 - 井上勝弘
- 制作 - テレビマンユニオン、NHKエデュケーショナル
- 制作・著作 - NHK

## パロディー
- The BAY☆LINE - 千葉県のFMラジオ局bayfmにて毎週木曜日に当番組をもじった『バンメシ』を放送している。
- OBCグッドアフタヌーン!和田麻実子のみみよりだんご - ラジオ大阪がランチタイムに放送している生ワイド番組で、2022年4月から2024年3月までは火曜日、2024年4月以降は月・火曜日に編成。ネイビーズアフロ（吉本興業に所属する漫才コンビ）が和田麻実子（同局アナウンサー）のパートナーを務める月曜日に、「週の半分は自炊している」というネイビーズアフロのはじりが、直近の1週間に自分で作った料理を12時過ぎに「ジリメシ」と称するコーナーで紹介している。
- ほっとニュース北海道 - 札幌放送局の道域ニュース番組。かつてニュース7が放送する4分前に『北のサラメシ』というコーナーが放送されていた。
- いちおしNEWSとっとり[注 12] - 鳥取放送局の県域ニュース番組。第2・第4火曜日に、本番組の鳥取県版として同局ディレクターの剣持幸恵が鳥取県民のお昼ご飯="とりめし"に直撃する『ケンモチのとりめし80』というコーナーが放送されていた[42]。なお、2016年11月27日に同放送局から生放送された『今夜も生でさだまさし〜鳥取は左島根の右兵庫!砂丘!〜』でも取り上げられた。
- 京いちにち - 京都放送局の府域ニュース番組。2024年3月から第1木曜日に京都府内に所在する企業の社員食堂や大学の学生食堂を紹介する『京のひるどき』コーナーを放送している[43]。
- NHK政治マガジン[注 13] -  NHKの政治ニュースサイト。『永田町・霞が関のサラめし』として主に国会議員や官僚らのランチを取材している特集記事がある[44]。

## エピソード
- 2016年9月20日放送（シーズン6・第15回）にて、広島風お好み焼きを「広島焼き」とテロップ表示して放送したことから、広島県県民の多数から抗議が相次ぎ、この週の再放送（9月22日昼）では「お好み焼き」と表示を修正した[45]。
- サッカーチームのFC琉球（2013年3月4日放送分[46]）とソニー仙台FC（2015年3月9日放送分[47]）を取材したことがある（放送時はどちらもJFL所属。なお前者は現在Jリーグに所属）。
- 2019年4月23日放送分では、駐日アメリカ合衆国大使館を取材、当時の駐日アメリカ合衆国大使ウィリアム・F・ハガティとの"サシメシ"となり、スタッフも正装で取材に臨んだ。

## 関連書籍
- 学研パブリッシング 編『サラメシ ランチをのぞけば、人生が見えてくる』学研パブリッシング、2013年9月。ISBN 978-4-05-405817-0。
- NHK「サラメシ」制作班 編『NHKサラメシ あの人が愛した昼めしの店』主婦と生活社、2015年9月。ISBN 978-4-391-14729-2。

### 注記
1. ↑  番組内で表記されるタイトルロゴは『中井貴一のサラメシ』となっている。
2. ↑  『うたコン』の楽屋とは限らない。また直前の『うたコン』が再放送の場合もある[8]。
3. 1 2  『えぇトコ』が休止となる場合は同時ネット。
4. ↑  ただし木曜日においてはお昼のニュースが拡大（延長）した場合には再放送を同時ネットする場合があった。
5. ↑  MLB等海外のスポーツ中継や、報道特別番組（台風情報、選挙速報）など。
6. ↑  通常は毎月最終月曜（19:30 - 20:42）に放送される。
7. ↑  故人の生没年もテロップで表示される。
8. ↑  例として、谷村新司の回では「チンペイさん、また会いましょう」など。
9. ↑  2015年は『あさが来た』、2016年は『べっぴんさん』、2017年は『わろてんか』、2018年は『まんぷく』、2019年は『スカーレット』。なお2020年度は『おちょやん』が放送されたが、2020年11月23日は『エール』（東京制作）最終週の初日（第24週・116話）放送日だった。
10. ↑  総合テレビの朝枠での放送以外（昼の再放送枠およびBSプレミアムでの放送）は予定通り放送された。
11. ↑  2021年12月7日放送（シーズン11・第25回）にて鳥取県を訪れ（この回では「ジビエカレー」を紹介した）、これを以て全47都道府県の訪問を達成した。
12. ↑  2018年3月で終了。現在は『いろ★ドリ』。
13. ↑  2024年3月をもって更新終了。